# The Circle Game
The Circle Game è una canzone della cantautrice canadese Joni Mitchell.

## Struttura
Musicalmente scritta in forma di ballata folk nella seconda metà degli anni sessanta, è stata inserita nel terzo album discografico dell'artista, Ladies of the Canyon. Il testo è distribuito poeticamente sulla scansione letteraria di una filastrocca.
Ha avuto nel tempo diverse cover da parte di vari artisti, ma la versione maggiormente conosciuta - eseguita con arrangiamento rock - è quella della cantautrice Buffy Sainte-Marie, inserita nei titoli di testa del cult movie Fragole e sangue (The Strawberry Statement), distribuito pochi mesi dopo il disco.

## Tema
La canzone tratta il tema della ciclicità della vita con i sogni che si inseguono e si rinnovano con lo scorrere delle stagioni ed il passare dei decenni e come una giostra (il Gioco del cerchio) si ripresentano periodicamente ad un ipotetico punto di (ri)partenza.
La morale del brano è riassunta nei versi finali:
We're captive on the carousel of time.
We can't return, we can only look
Behind
from where we came,
And go 'round and 'round and 'round in the circle game.»
È un po' il tema trattato anche in altre canzoni - come il traditional britannico Will The Circle Be Unbroken o la celeberrima Turn! Turn! Turn! di Pete Seeger lanciata da The Byrds - o lavori letterari, tipo Cent'anni di solitudine, di Gabriel García Márquez.